# Bessenicher Mühle
Die Bessenicher Mühle war eine Wassermühle, die zwischen Zülpich und dem Stadtteil Bessenich im Kreis Euskirchen lag.
Die Mahlmühle bekam ihr Wasser über einen Mühlengraben vom Neffelbach. Sie hatte zwei Mahlgänge und ein oberschlächtiges Wasserrad.
Im Jahre 1808 wurde die Getreidemühle als Bannmühle erstmals erwähnt, und zwar wurde als Besitzer Christian Bildstein genannt. Er beschäftigte einen Arbeiter.
1878 gründete an dieser Stelle Heinrich Xaver Sieger eine Papierfabrik.